# Slaná louka u Újezdce
Slaná louka u Újezdce je přírodní památka evidenční číslo 5780 v okrese Mělník. Nachází se na východním okraji obce Újezdec v nadmořské výšce 168 m. Chráněné území s rozlohou 1,38 ha bylo vyhlášeno 19. dubna 2013. Důvodem jeho zřízení je ochrana evropsky významné lokality Natura 2000 tvořené slanými loukami, polopřirozenými suchými trávníky a faciemi křovin na vápnitém podloží.

## Galerie

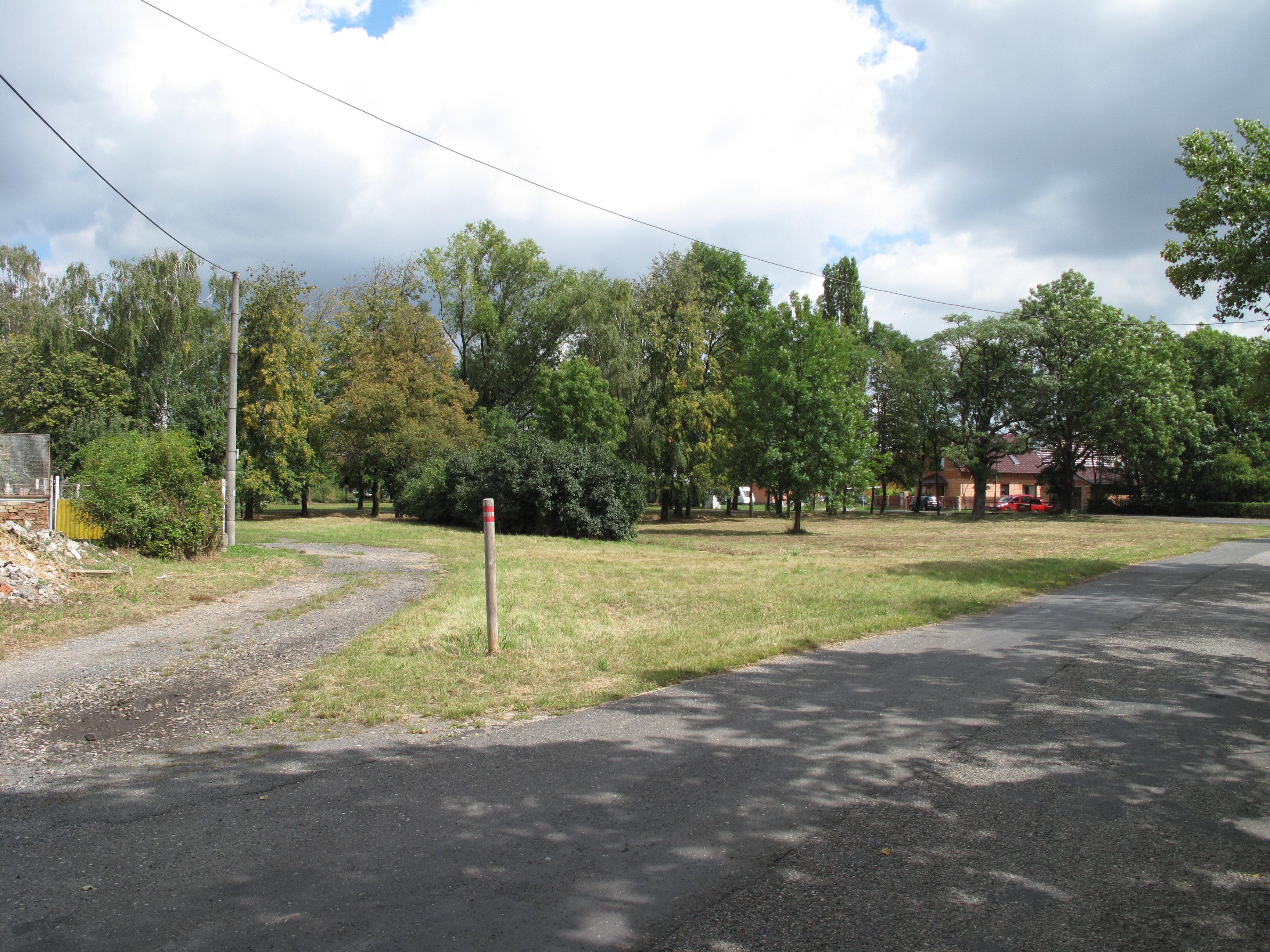
Území na návsi
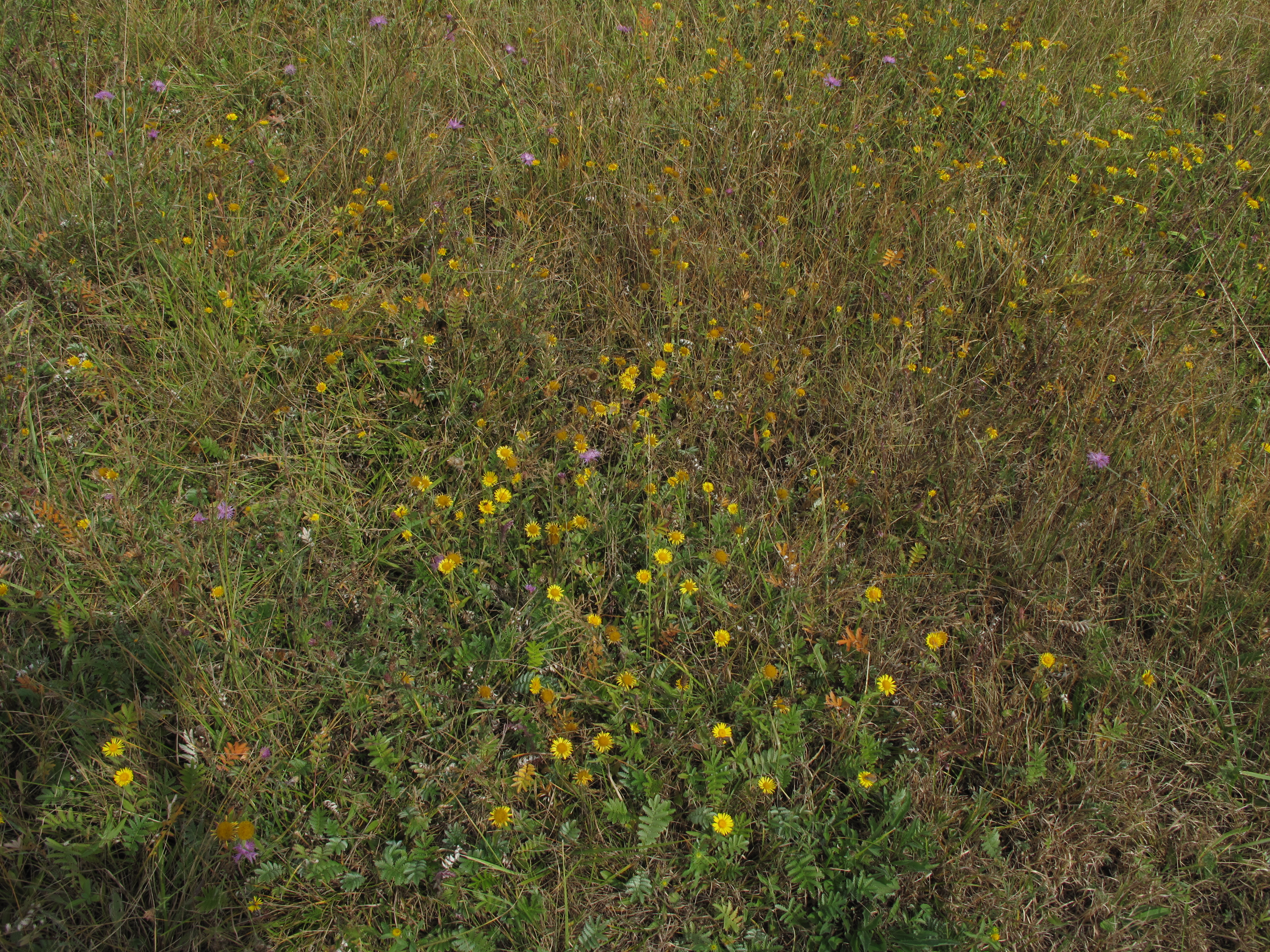
Kvetoucí byliny
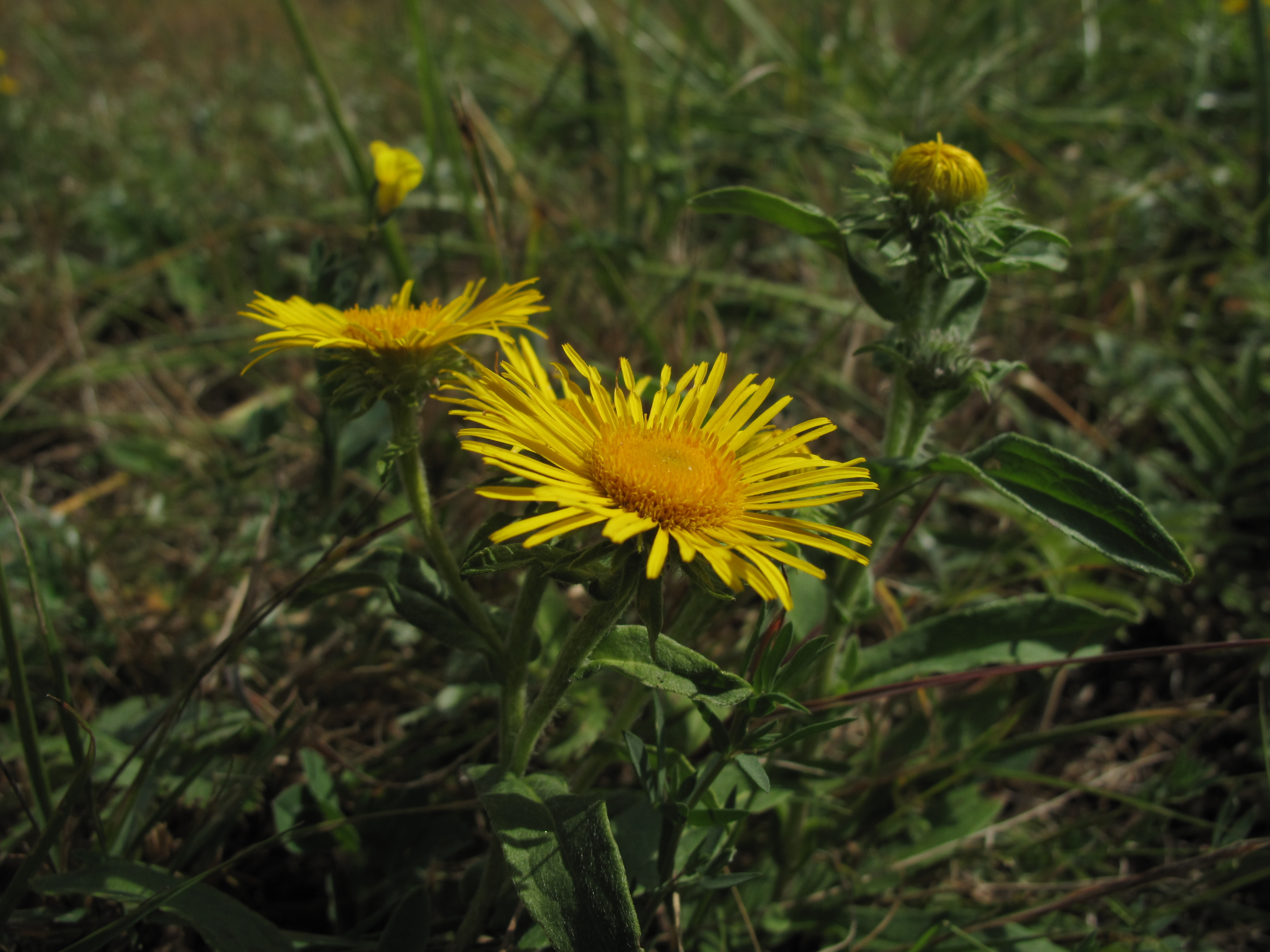
Květ